# Peder Kofod Ancher
 Der er flere personer med dette navn, se Peter Kofod.
Peder Kofod Ancher (1710 – 1788) var jurist og professor ved Københavns Universitet.
Ancher blev professor juris i 1741, midt i fagets tidlige opblomstring efter indføring af en egentlig juridisk embedseksamen i 1736. Professorstolen tilfaldt ham efter konkurrence med bl.a. den navnkundige Henrik Stampe. I 1748 blev han juridisk førsteprofessor og dekan for det juridiske fakultet og gjorde herefter en stor indsats for det helt unge fag ved bl.a. at kreere en hel del doktorer i jura.
Mest kendt er Kofod Ancher for værket En Dansk Lov-Historie, som udkom 1769-1776. Med dette værk grundlagde professoren den danske retshistorie.